# 荻野目悠樹
荻野目悠樹（おぎのめ ゆうき、1965年2月2日 -）は東京都出身の小説家。
横浜市立大学商学部卒。『シインの毒』にて1996年度集英社ロマン大賞を受賞し、同作が集英社スーパーファンタジー文庫にて刊行され、デビューする。
日本SF作家クラブ会員。日本推理作家協会会員。

## 単行本

### シリーズ
- デス・タイガー・ライジング 全4巻（ハヤカワ文庫、イラスト：久織ちまき）
- 撃墜魔女ヒミカ 全3巻（電撃文庫、イラスト：近衛乙嗣 ）
- 双星記 全5巻（角川スニーカー文庫イラスト：結城信輝）
- 野望円舞曲 全11巻（本伝10巻、外伝1巻）（徳間デュアル文庫、原案：田中芳樹、イラスト：久織ちまき）
- 魔術貴族 全3巻（集英社スーパーファンタジー文庫、イラスト：米村孝一郎）
- 破剣戦鬼ジェネウ （集英社コバルト文庫、イラスト：ほたか乱）
- 六人の兇王子 全3巻（集英社コバルト文庫、イラスト：亀井高秀）
  - 六人の兇王子 全5巻（幻狼ファンタジアノベルス、イラスト：鹿間そよ子）
- 暗殺者（アサシン）シリーズ（集英社コバルト文庫、イラスト：亀井高秀）
- ソードギャラクシー（富士見ファンタジア文庫、イラスト：バハムーチョ）
  - ソードギャラクシー 全3巻（幻狼ファンタジアノベルス、イラスト：若月さな ）
- 黙星録 全3巻（ハヤカワ文庫、イラスト：甘塩コメコ）
- 江戸剣客遊戯（富士見新時代小説文庫、表紙：ヤマモトマサアキ）
  - 侍ふたり、暴れて候 (2014年)
  - 侍ふたり、跳ねて候 (2015年)

### その他
- ダイアナ記 戦士の還るところ（EXノベルズ、イラスト：久織ちまき）
- シインの毒（集英社スーパーファンタジー文庫、イラスト：亀井高秀）
- 大地－グレイト・プレイス－物語　逃亡血路（ファミ通文庫、イラスト：美樹本晴彦）
- 放浪者たち　夢破れし都（トクマ・ノベルズEdge、イラスト：末弥純、2005年）
- ハゼルナ　警視庁テロ対策分室（徳間文庫、2018年）